# Здание Белбыттехпроект (Минск)
Здание института «Белбыттехпроект» — одно из высотных нежилых зданий Минска, расположено в районе Юбилейной площади по адресу улица Мельникайте, 2.
Строительство здания велось с 1976 по 1982 годы, в том числе с применением технологии скользящей опалубки. До 2008 года являлось самым высоким нежилым зданием города (высота 90 метров). Здание имеет 24 этажа, из них последние 6 технические. Построено на территории бывшего Юбилейного колхозного рынка.
В настоящее время помещения в здании арендуют под офисы различные фирмы и компании.